# Sajópálfala
Sajópálfala ist eine ungarische Gemeinde im Kreis Miskolc im Komitat Borsod-Abaúj-Zemplén. Gut sieben Prozent der Bewohner gehören zur Volksgruppe der Russinen.

## Geografische Lage
Sajópálfala liegt in Nordungarn, acht Kilometer nordöstlich der Kreisstadt und des Komitatssitzes Miskolc, am linken östlichen Ufer des Flusses Kis-Sajó. Nachbargemeinden sind Sajóvámos im Norden und Arnót im Süden.

## Sehenswürdigkeiten
- Griechisch-katholische Kirche Szentlélek, erbaut 1779
- Szent-István-király-Statue, erschaffen von Ferenc Polyák

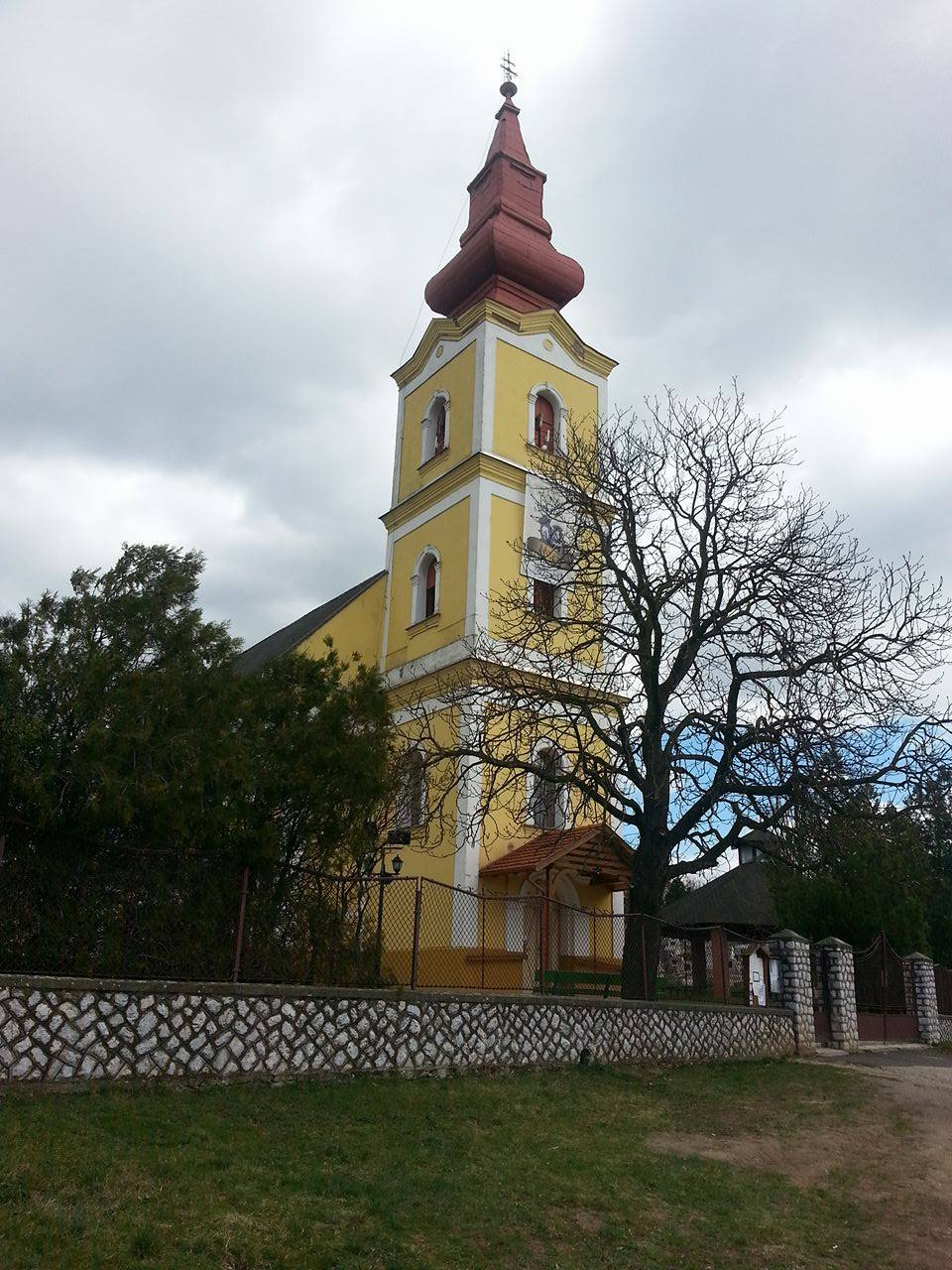
Griechisch-katholische Kirche Szentlélek

## Verkehr
Durch Sajópálfala verläuft die Landstraße Nr. 2617. Es bestehen Busverbindungen über Arnót nach Miskolc. Der nächstgelegene Bahnhof befindet sich westlich in Szirmabesenyő.